# Paul Norrback

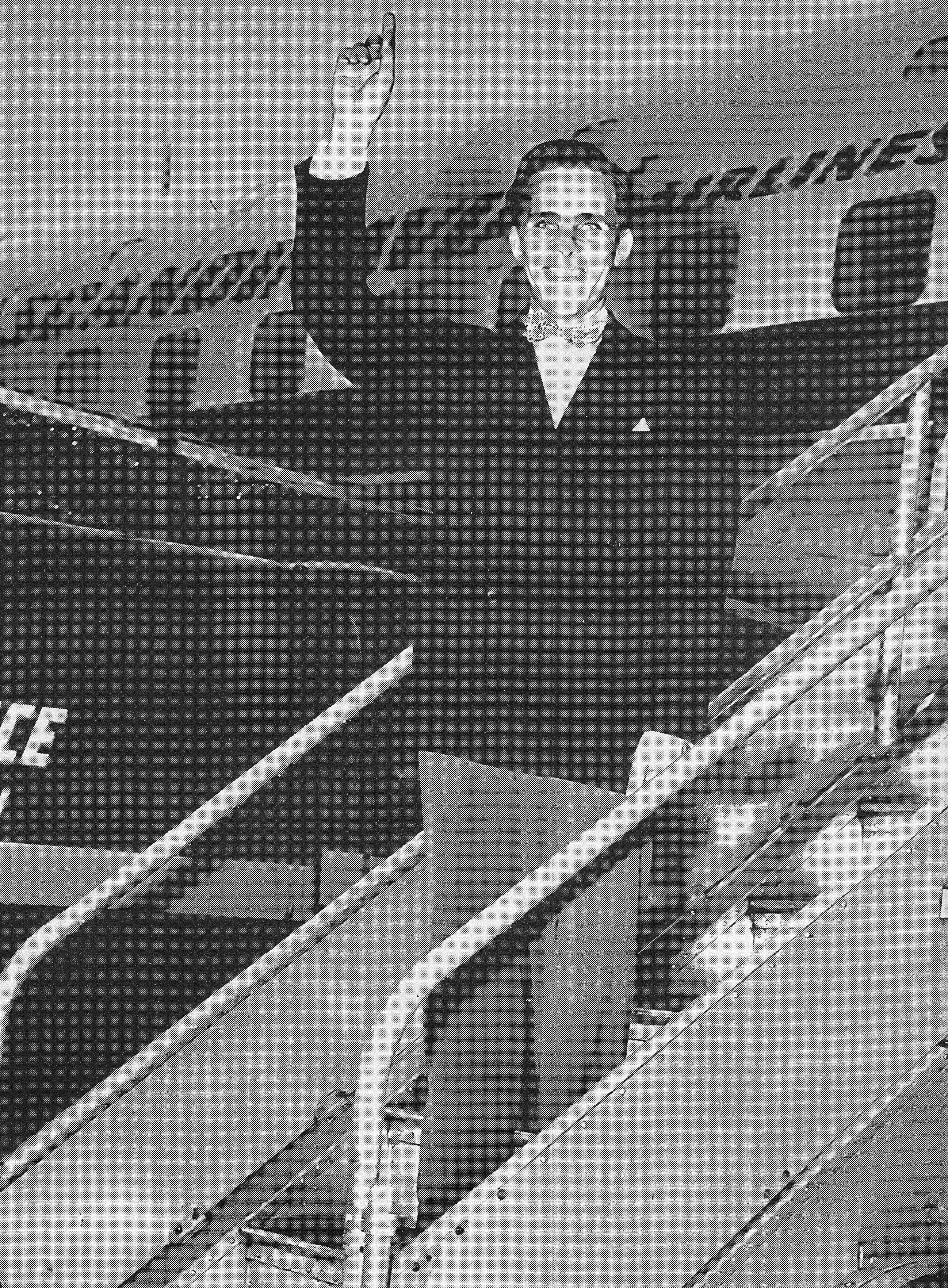
Paul Norback.

Paul Leander Norrback, född 19 augusti 1930 i Bötom, död där 1 april 1995, var en finländsk dragspelsvirtuos. 
Norrback gav sin första offentliga konsert vid åtta års ålder i Vasa stadshus. I början av 1950-talet turnerade han under fyra års tid i USA, där han bland annat vann titeln "dragspelets Segovia". Han spelade främst klassisk och äldre romantisk musik. Han komponerade även musik för dragspel.